# Queule
Queule este un târg din provincia Cautín, regiunea La Araucanía, Chile, cu o populație de 1.422 locuitori (2012) și o suprafață de  km2. 